# Vordere-Grund

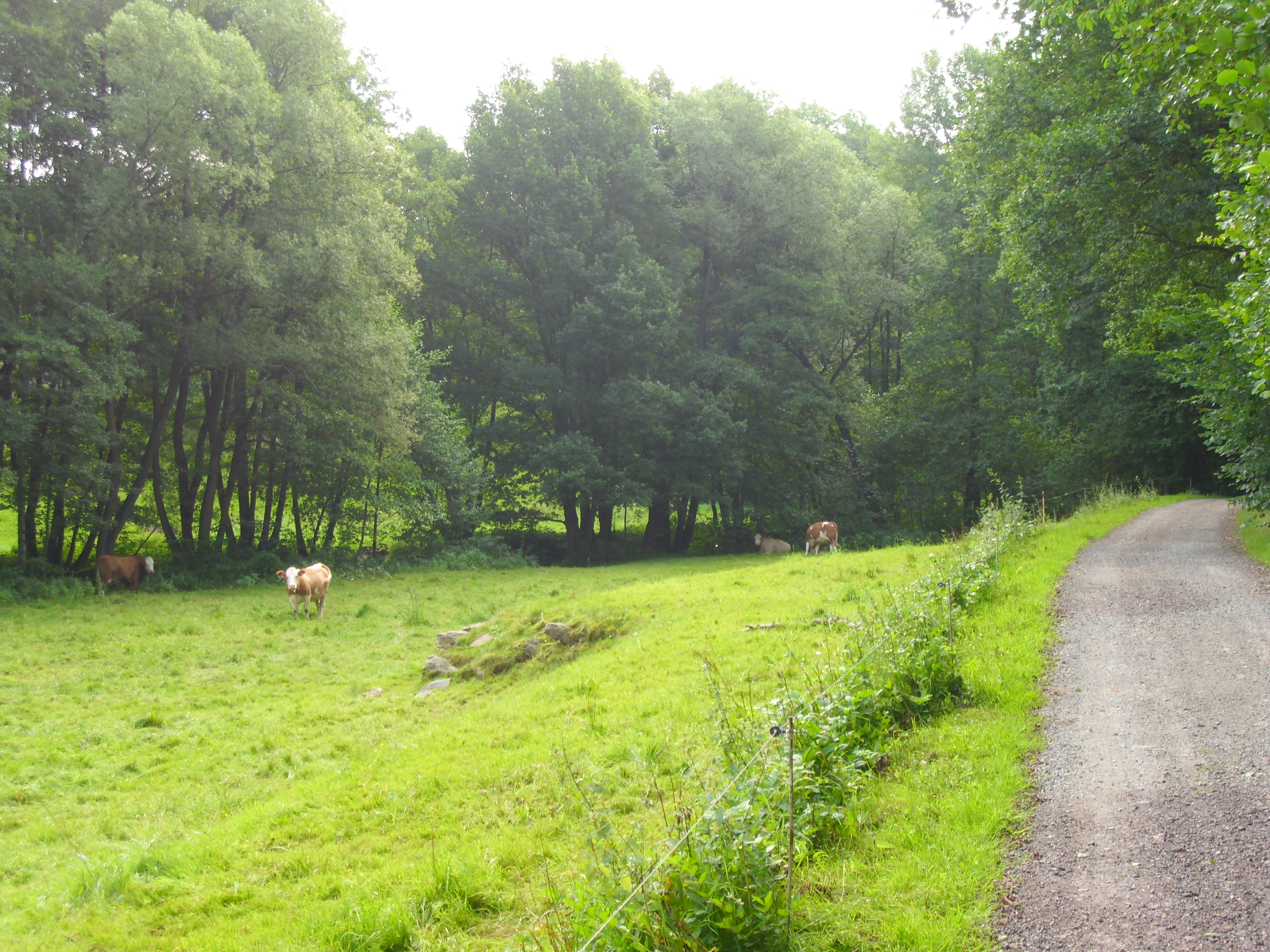
An der Mündung

Der Vordere Grund ist ein westliches Seitental zum Tal der Roten Weißeritz bei Seifersdorf (Dippoldiswalde) im Landkreis Sächsische Schweiz-Osterzgebirge. Im untersten Abschnitt ist er seit 1974 als Teil des Landschaftsschutzgebietes Tal der Roten Weißeritz ausgewiesen.

## Lage
Als der vordere Grund wird jenes Seitental südlich von Seifersdorf bezeichnet, das unterhalb vom Seifersdorf-Paulsdorfer Kirchweg beginnt und in den Seifersdorfer Grund (Tal der Roten Weißeritz) mündet. Der größte Teil der sehr reliefarmen Talform wurde im 20. Jahrhundert zu Ackerland gemacht. Er befindet sich in der Gemarkung von Seifersdorf zwischen der Ortschaft selbst und dem südlicher gelegenen Seifersdorfer Gründel. Grund ist im östlichen Erzgebirge eine andere Bezeichnung für Tal, vergleiche Talgrund.
Die Neue Straße durchquert den Vorderen Grund dort, wo eine Reihe von großen Pappelbäumen den Straßenrand begrenzen, zwei dieser Pappeln sind am 13. September 2022 notgefällt wurden.

## Geschichte
Durch den Grund verlief die Alte Meißner Straße, die nach dem Bau der Neuen Straße (von Unterdorf Seifersdorfs zur Staumauer der Talsperre Malter) im Jahre 1909 östlich des Ortes aufgegeben wurde. In einem Gutsteilungs- und kaufbrief aus dem Jahre 1716 an der Alten Meißner Straße wird der Name des Grundes erstmals genannt. 
Oberhalb der Pappelbaumreihe befand sich ein im Jahre 1798 auf Erbgerichtsflur erwähnter und ein weiter unterhalb liegender, im Jahre 1843 ausgemauerter Brunnen. Von dort führte eine hölzerne Wasserleitung über 6 Äcker zu den zwei äußeren Seifersdorfer Bauernhöfen an der heutigen Neuen Straße, bei denen auch eine Leinwandbleiche war. Die Brunnen sind 1846 durch eine neue Holzrohrleitung, die vom Kellerbrunnen von dem denkmalgeschützten Haus Obj.-Nr. 08963364 an der Seifersdorfer Feuerwehr, bergab rechtsseitig zu den beiden Gutshöfen führte, abgelöst worden. Es ist anzunehmen, dass die alten Brunnen langsam versiegten.

## Deponie
Oberhalb der Mündung in die Rote Weißeritz befand sich seit den 1970er Jahren bis 1990 die Seifersdorfer Hausmülldeponie, in welche ungesichert ca. 5.500 m³ Haus- und Sperrmüll sowie Bauschutt und Grünschnitt entsorgt wurden. Die obere Plateauebene wurde 1998 mit Erdaushub bedeckt, im Jahre 2006 wurde der Müll am Hang beräumt, ein Erdaushub vorgenommen und die Deponie verschlossen.

## Vordergrundbach
Der gleichnamige Bach durchläuft die Talform in der gesamten Länge, wobei die Quellfassung im oberen, zu Ackerland umgewandelten, Teil verrohrt wurde. Bei der Mündung in die Rote Weißeritz befindet sich ein 1882 für die alten Bahntrasse der Weißeritztalbahn errichteter Durchlass.

## Landschaftsschutz
Am 4. Juli 1974 wurde der untere Abschnitt des Vorderen Grundes als Teil des Landschaftsschutzgebietes „Tal der Roten Weißeritz“ unter Schutz gestellt.